# تشارلز مارشال (كاتب)
تشارلز مارشال (بالإنجليزية: Charles Marshall)‏ هو كاتب أمريكي، ولد في 3 أكتوبر 1830 في وارينتون في الولايات المتحدة، وتوفي في 19 أبريل 1902 في بالتيمور في الولايات المتحدة.